# DeSean Jackson

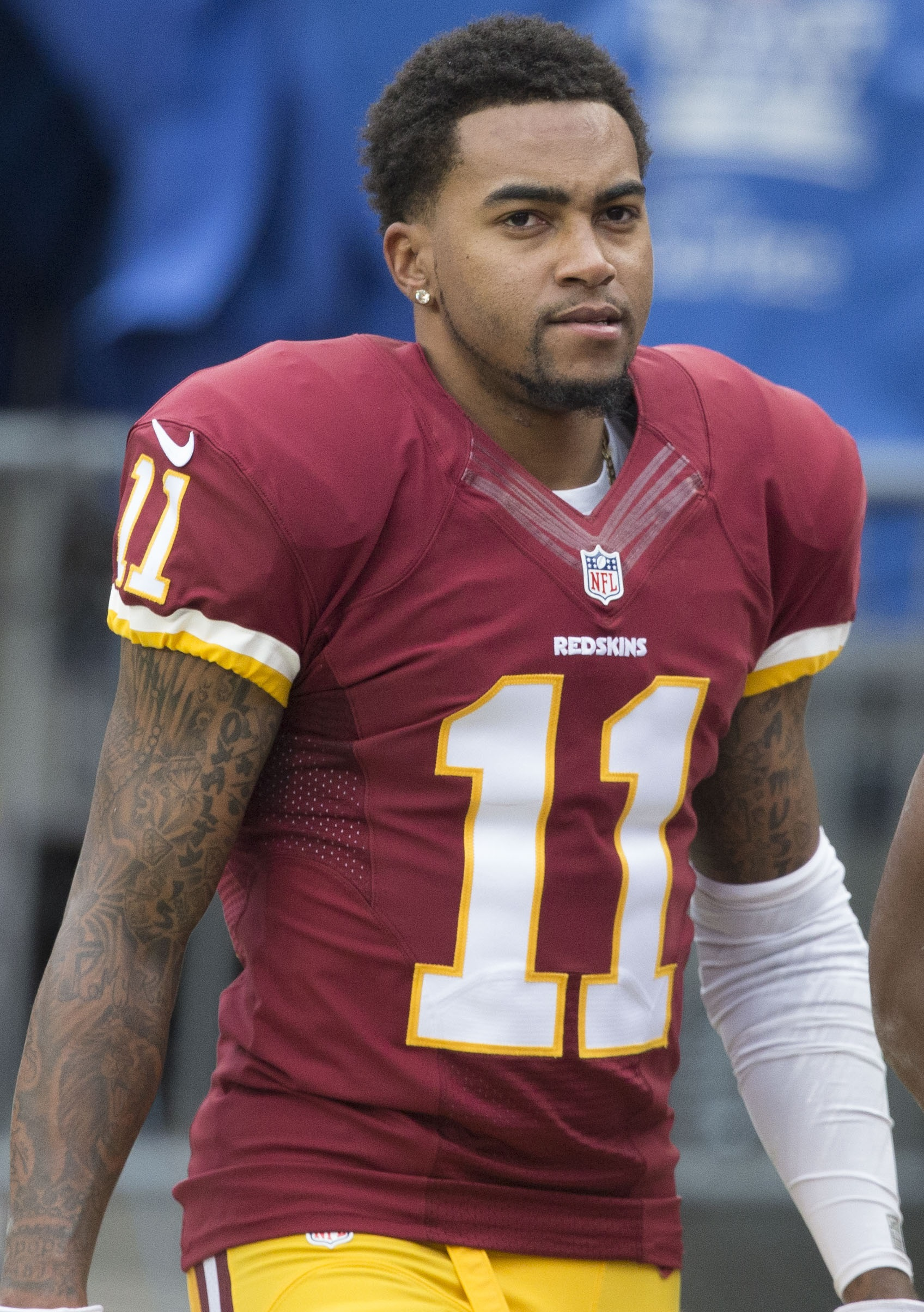
DeSean Jackson 2014

DeSean William Jackson, född 1 december 1986 i Los Angeles, Kalifornien, är en amerikansk utövare av amerikansk fotboll, som spelar wide reciever för NFL-laget Philadelphia Eagles. 
Jackson spelade på collegenivå för California Golden Bears och blev draftad i andra rundan i draften 2008 av Philadelphia Eagles. 2009, efter bara två år i NFL, blev han vald till Pro Bowl som både wide reciever och kick returner. Inför säsongen 2014/15 blev Jackson klar för Washington Redskins, där han spelade i tre säsonger. Den 9onde Mars 2017 skrev Jackson på för Tampa Bay Bucaneers och efter två säsonger i Tampa Bay återvände Jackson till Philadelphia på ett tre-års kontrakt.